# Aufenthaltsberechtigung
Die Aufenthaltsberechtigung war nach deutschem Ausländerrecht eine Form der Aufenthaltsgenehmigung, die zwischen 1991 und 2004 nach dem damals geltenden Ausländergesetz (§ 27 Ausländergesetz) erteilt wurde. Sie war zeitlich und räumlich unbeschränkt.
Inhaber einer Aufenthaltsberechtigung hatten die höchste Verfestigungsstufe des Aufenthalts erreicht. Inhaber der Aufenthaltsberechtigung verfügten über besonderen Ausweisungsschutz.

## Rechtslage seit dem 1. Januar 2005
Mit dem Inkrafttreten des Zuwanderungsgesetzes trat das Ausländergesetz am 31. Dezember 2004 außer Kraft und wurde am 1. Januar 2005 durch das Aufenthaltsgesetz ersetzt. Eine Aufenthaltsgenehmigung in der Form der Aufenthaltsberechtigung gibt es seitdem nicht mehr. An ihrer Stelle wurde die Niederlassungserlaubnis eingeführt. Eine Aufenthaltsberechtigung, die vor dem 1. Januar 2005 erteilt wurde, gilt als Niederlassungserlaubnis fort (§ 101 Abs. 1 AufenthG).